# ジョノ・ヒッキー
ジョノ・ヒッキー（Jono Hicky、1991年3月30日 - ）は、ニュージーランドオークランド出身のラグビーユニオン選手、クリケット選手。

## プロフィール
- ポジションはスクラムハーフ(SH)。
- 身長 174cm、体重 79kg
- ニックネームはハリーポッター。
- 弟のサイモンもラグビー選手[1]。

## 略歴
ラグビーを始めたきっかけは4歳に約束したことから。
オークランド工業大学、オークランドを経て、2018年、豊田自動織機シャトルズ(現・豊田自動織機シャトルズ愛知)に加入。同年10月7日に行われたジャパンラグビートップリーグ第5節のサントリーサンゴリアス戦にて先発出場で日本での公式戦初出場を果たす。
2019年、豊田自動織機シャトルズを退団した。